# Miami Open 2019
Die Miami Open 2019 (offiziell: Miami Open presented by Itaú) waren ein Tennisturnier der WTA Tour 2019 für Damen und ein Tennisturnier der ATP Tour 2019 für Herren in Miami Gardens, welche zeitgleich vom 20. bis zum 31. März 2019 stattfanden. Ausgetragen wurde es erstmals am und im Hard Rock Stadium.

## Herrenturnier
→ Hauptartikel: Miami Open 2019/Herren
→ Qualifikation: Miami Open 2019/Herren/Qualifikation

## Damenturnier
→ Hauptartikel: Miami Open 2019/Damen
→ Qualifikation: Miami Open 2019/Damen/Qualifikation